# Bola Tinubu
Bola Tinubu, de son nom complet Asiwaju Bola Ahmed Adekunle Tinubu, né le 29 mars 1952 à Lagos (Nigeria britannique), est un homme d'État nigérian, président de la république fédérale du Nigeria depuis le 29 mai 2023 et auparavant sénateur et gouverneur de l'État de Lagos, dirigeant du Congrès des progressistes (APC). Candidat de l'APC, Tinubu remporte l'élection présidentielle de février 2023 dès le premier tour.

## Biographie
Bola Tinubu est musulman et membre de l'ethnie yoruba.
Bola Tinubu est élu sénateur de l'État de Lagos pour la circonscription de Lagos-Ouest en 1993, peu avant le coup d'État militaire de 1993 de Sani Abacha. Après la restauration de la démocratie par Olusegun Obasanjo, il est élu gouverneur de l'État de Lagos, poste qu'il occupe du 29 mai 1999 au 29 mai 2007. Pendant ses mandats de gouverneur, il est crédité pour sa lutte contre les embouteillages routiers, son amélioration de la collecte des ordures, et sa lutte contre le crime organisé. Tinubu lance aussi plusieurs grands projets d'infrastructure.
Selon le magazine Jeune Afrique, après 2007, même si Bola Tinubu n'est plus gouverneur de l'État de Lagos, il continue d'y faire « la pluie et le beau temps, notamment en ce qui concerne le choix de ses successeurs ».
Après l'élection de Muhammadu Buhari à la présidence de la République, il est considéré comme le chef informel du Congrès des progressistes (APC). En 2018, il soutient la candidature d'Adams Oshiomhole (en) à la présidence du parti. Lui-même est alors leader national de l'APC,,,.
En février 2018, le président Muhammadu Buhari demande à Bola Tinubu de résoudre les conflits internes de l'APC, alors au pouvoir au Nigéria. Bola Tinubu est nommé à la tête du comité de réconciliation du parti, qui est chargé de résoudre ses problèmes de dissidence et de le réunifier. Lors de la convention nationale en juin 2018, il affirme que sa visite a pour but de réconcilier les membres du parti mécontents et déclare : « ma présence ici symbolise la solidarité et l'unité de nos objectifs pour continuer à construire un parti progressiste qui fera progresser le Nigeria et encouragera la bonne gouvernance avec courage et engagement ».
En mars 2018 se tient le 10e colloque Bola Tinubu, dont l'idée a été conçue en 1999 par des amis proches et des associés de Bola Tinubu. Ceux-ci estimaient que certains des débats intellectuels menés lors de réunions que Bola Tinubu présidait devraient être retranscrits dans un lieu qui permettrait d'élargir la discussion et de conduire à des résultats tangibles. Par exemple, le thème de la 9e édition du colloque en 2017 était « Le produire au Nigeria » et a permis d'examiner de manière critique comment les Nigérians peuvent s'assurer qu'ils produisent ce qu'ils utilisent, et qu'ils utilisent ce qu'ils produisent. Le thème de la 8e édition, en 2016, était l'agriculture et en 2015, lors de la septième édition, « Le changement : Comment ça va fonctionner ».
Tinubu est candidat à l'investiture de l'APC pour l'élection présidentielle de 2023. Il remporte l'investiture de l'APC en juin 2022 avec 55,3 % des voix. Son candidat à la vice-présidence est Kashim Shettima.
La commission électorale nationale indépendante (INEC) déclare Bola Tinubu vainqueur de l'élection présidentielle dès le premier tour avec 36,6 % des voix. Les partis des deux autres principaux candidats (le PDP et le parti travailliste) dénoncent fraudes et manipulations et demandent l'annulation du scrutin. Il est investi le 29 mai 2023.
Le 9 juillet 2023, il est élu président de la Communauté économique des États de l'Afrique de l'Ouest (Cédéao) et son mandat débute le 24 février 2024.
Le 22 mai 2025, son parti politique, l'All Progressives Congress, le désigne candidat à l'élection présidentielle de 2027.

## Accusations de corruption
D'après le magazine Jeune Afrique, l'État de Lagos, dont Tinubu a été gouverneur pendant dix ans, est le plus riche de la fédération ; si cet État était indépendant, il serait la sixième puissance économique du continent africain. D'après Sahara Reporters, sous la gouvernance de Bola Tinubu, « la corruption et les abus, qui ont toujours eu lieu dans les gouvernements, sont devenus la norme : non plus des abus d'un système, mais un système alternatif en soi ».
Après la fin de son mandat de gouverneur de l'État de Lagos, il est traduit devant le tribunal du code de conduite à Abuja et accusé d'avoir « pris part au fonctionnement et à l'entretien de plusieurs comptes bancaires étrangers », enfreignant ainsi l'article 7 du Code de conduite. Parmi les comptes bancaires incriminés l'un est au nom de « Bola Tinubu » à la Citibank à New-York, et un autre est au nom de « Sénateur Bola Oluremi Tinubu » à la HSBC à Londres (Oluremi est le prénom de sa femme). The Society for Rule of Law in Nigeria (SRLN - Société pour l'état de droit au Nigeria) l'accuse d'avoir menti sous serment en 2004 lors de sa déclaration dans le formulaire de déclaration d'actifs CCB-1 qu'il a soumis au Bureau du code de conduite. La SRLN se félicite pour ce procès contre Tinubu, estimant que la corruption touche tous les partis au Nigeria. Selon News of the People, Tinubu a pu échapper à son procès, bénéficiant d'un « accord politique pour livrer le Sud-Ouest » au Parti démocratique populaire (PDP), le parti alors au pouvoir au Nigeria. « Le gouvernement fédéral a laissé Tinubu s'en tirer », l'affaire étant rejetée par le Tribunal pour des raisons techniques,.
En 2007, Tinubu est accusé par PointBlanknews.com de faire partie d'une alliance de gouverneurs nigérians ayant détourné plus de 140 millions de dollars de fonds publics pour acquérir la propriété de Global Satellite Mobile, une société de téléphonie GSM privée. Il fait l'objet d'une enquête de la Commission nigériane contre les délits économiques et financiers pour « corruption et blanchiment d'argent » mais Tinubu et deux autres gouverneurs sont innocentés par la commission,.

## Vie privée
Il est également l'époux d'Oluremi Tinubu, sénatrice et représentant le district sénatorial central de Lagos (en) à l'Assemblée nationale nigériane de 2011 à 2023.